# Gasarasi (vattendrag)
Gasarasi är ett vattendrag i Burundi.   Det ligger i provinsen Ngozi, i den nordvästra delen av landet, 70 kilometer nordost om huvudstaden Bujumbura.
Omgivningarna runt Gasarasi är en mosaik av jordbruksmark och naturlig växtlighet. Runt Gasarasi är det tätbefolkat, med 383 invånare per kvadratkilometer.